# Tupiellaceae
Tupiellaceae, porodica zelenih algi u redu Ulotrichales. Ime je dobila po rodu Tupiella. Postoje tri priznate vrste unutar dva roda.

## Rodovi
1. Tupiella Darienko & Pröschold
2. Vischerioclonium Darienko & Pröschold